# Nadine Müller
Nadine Müller (Leipzig, RDA, 21 de noviembre de 1985) es una deportista alemana que compite en atletismo, especialista en la prueba de lanzamiento de disco.
Ganó dos medallas en el Campeonato Mundial de Atletismo, plata en 2011 y bronce en 2015, y dos medallas de plata en el Campeonato Europeo de Atletismo, en los años 2012 y 2018.
Participó en dos Juegos Olímpicos de Verano, ocupando el cuarto lugar en Londres 2012 y el sexto en Río de Janeiro 2016, en su especialidad.
Es policía y en 2014 anunció públicamente su homosexualidad.

## Palmarés internacional
| Campeonato Mundial | Campeonato Mundial    | Campeonato Mundial | Campeonato Mundial |
| Año                | Lugar                 | Medalla            | Prueba             |
| ------------------ | --------------------- | ------------------ | ------------------ |
| 2011               | Daegu (Corea del Sur) | Medalla de plata   | Disco              |
| 2015               | Pekín (China)         | Medalla de bronce  | Disco              |
| Campeonato Europeo |                       |                    |                    |
| Año                | Lugar                 | Medalla            | Prueba             |
| 2012               | Helsinki (Finlandia)  | Medalla de plata   | Disco              |
| 2018               | Berlín (Alemania)     | Medalla de plata   | Disco              |